# Them Bones
Singles de Alice in Chains
Would? Angry Chair
Them Bones est le deuxième single du groupe de rock américain Alice in Chains pour la promotion de leur deuxième album Dirt et elle été classé numéro un dans les chartes américaines. Avec une durée de deux minutes trente, elle est avec le titre Intro (Dream Sequence) (0:43) la composition la plus courte de l'album. L'auteur et le compositeur est le guitariste Jerry Cantrell.
La chanson figure sur quatre compilations du groupe : Nothing Safe : Best of the Box, Music Bank (1999), Greatest Hits (2001) et The Essential Alice in Chains (2006). 

## Musique et paroles
Dans les notes figurant sur la compilation Music Bank, Cantrell déclare que les paroles de la chanson parle de la mort. Souvent interrogé sur le phénomène de la mort, il mentionne que c'est la pensée qui signifie toute personne, indépendamment de savoir si vous croyez en la vie après la mort ou pas. Horrifié par l'idée que, au moment où un homme meurt toutes les choses partent avec lui. Dans une interview pour le magazine Metal Hammer en 1993, Cantrell commente la chanson : "Cette chanson est pleine d'émotions. Il parle de la question de sa propre mort, et le fait que vous réalisez qu'ont ne vit pas éternellement, et la mort est inévitable. La mort est effrayante, mais de temps en temps avec le problème de face. "Them Bones" avaient pour m'aider à m'habituer à la mort..."
La chanson a été composée par le guitariste Jerry Cantrell. La chanson repose sur une progression chromatique et composé en mesures 7/8 sauf au refrain qui lui est en mesures 4/4. 

## Dans la culture populaire
- Elle apparaît dans bande originale de la version anglaise de Street Fighter II: The Animated Movie.
- Dans le jeu vidéo Grand Theft Auto: San Andreas, elle est diffusée sur Radio X.
- On peut également l'entendre dans la bande originale du jeu vidéo ATV Offroad Fury and Madden NFL 10.
- On en trouve une version cover dans Guitar Hero II et la version originale peut être entendue dans Guitar Hero: Smash Hits.
- Une autre version cover -non-créditée- : le 23e niveau de Doom II.

Tout cela en fait l'une des chansons les plus connues du groupe